# 20 Anos de Canções
20 Anos de Canções - Best Of é uma colectânea ddo cantor português Tony Carreira.
 
Foi lançada em 2008 pela editora Espacial, contendo na sua versão mais simples, um CD e um DVD.

O CD contém 18 faixas, tendo todas já sido editadas anteriormente.
 
A primeira faixa "A Minha Guitarra" foi lançada pela primeira vez em 1993, no álbum Português De Alma E Coração. A seguinte, "Ai Destino, Ai Destino", abre o trabalho Ai Destino, de 1995. Ao álbum Sonhador, Sonhador pertence a faixa homónima seguinte, de 1998. Seguem-se "Coração Perdido (Tu Quisestes Assim)" e "Sonhos De Menino", ambas editadas no ano 1997, em Coração Perdido. Já "Depois De Ti (Mais Nada)" foi o único tema extraída de Dois Corações Sozinhos, de 1999. Saltamos para 2002, ano em que saiu Passionita Lolita, onde se podem encontrar "Se Acordo E Tu Não Estás" e "Quem Era Eu Sem Ti". Quanto à nona faixa "Eras Tu (A Metade De Mim)", apenas foram encontradas referências às versões incluídas nos dois álbuns ao vivo de 2000 e 2003. De 2001 é "A Estrada E Eu", tema escolhido de Cantor de Sonhos. As duas canções seguintes "Tu Levaste A Minha Vida" e "Quem Esqueceu Não Chora" foram dadas a conhecer pela primeira vez como faixas extra do 15 anos de Canções - Ao Vivo No Pavilhão Atlântico, de 2003. Do ano seguinte "Sabes Onde Eu Estou" e "Vagabundo Por Amor", precisamente de Vagabundo Por Amor. Por fim, "O Que Vai Ser De Mim (Quando Fores Embora)" e "A Vida Que Eu Escolhi" de 2006, do último álbum de originais saído antes desta compilação, com o título A Vida Que Eu Escolhi. 

No DVD podem encontrar-se "10 videoclips" e excertos dos concertos no Olimpya, em França, no ano 2000, no Pavilhão Atlântico, em 2003 e 2006, no Coliseu de Lisboa, 2005, e no Campo Pequeno.

Esta compilação entrou directamente, em Agosto de 2008, para o 2º lugar do Top Oficial da AFP, a tabela semanal dos 30 álbuns mais vendidos em Portugal, tendo aí ficado por três semanas consecutivas, não conseguindo destronar Terra de Mariza.

## Faixas
1. "A Minha Guitarra" - 03:12
2. "Ai Destino, Ai Destino" - 04:16
3. "Sonhador, Sonhador" - 03:54
4. "Coração Perdido (Tu Quisestes Assim)" - 03:55
5. "Sonhos De Menino" - 03:37
6. "Depois De Ti (Mais Nada)" - 03:39
7. "Se Acordo E Tu Não Estás" - 05:17
8. "Quem Era Eu Sem Ti" - 03:45
9. "Eras Tu (A Metade De Mim)" - 04:37
10. "A Estrada E Eu" - 04:53
11. "Tu Levaste A Minha Vida" - 04:05
12. "Quem Esqueceu Não Chora" - 04:16
13. "Sabes Onde Eu Estou" - 04:16
14. "Vagabundo Por Amor" - 04:03
15. "Mesmo Que Seja Mentira" - 04:31
16. "É Melhor (Dizer Adeus)" - 04:25
17. "O Que Vai Ser De Mim (Quando Fores Embora)" - 04:36
18. "A Vida Que Eu Escolhi" - 04:14

## DVD
"Videoclips":
- "Sonhador, sonhador"
- "O que vai ser de mim"
- "Mesmo que seja mentira"
- "Sabes onde eu estou"
- "Esta falta de ti"
- "Quem esqueceu não chora"
- "Não desisto de ti"
- "Se acordo e tu não estás"
- "Depois de ti mais nada"
- "Sonhos de menino"

Vídeos de concerto:
- Olimpya 2000:

- -  Medley acústico: ("Reste", "Duas lágrimas", "Meu herói pequeno", "O anjo que eu era" e "Adeus amigo")
- Pavilhão Atlântico 2003:

- -  "Sabor de traição a dobrar"
- Coliseu 2005:

- -  "A vida quis assim"
- Pavilhão Atlântico 2006:

- -  "Mesmo que seja mentira" e "É melhor dizer adeus"
- Campo Pequeno:

- -  "A minha guitarra"